# Geotrygon versicolor
Geotrygon versicolor là một loài chim trong họ Columbidae.